# Louise Lafendel

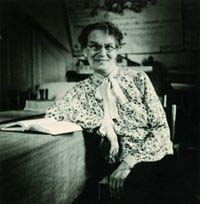
(1930)

Louise Lafendel (* 12. Mai 1872 in Caen (Departement Calvados); † 14. März 1971 in Genf; heimatberechtigt in ebenda) war eine Schweizer Pädagogin aus dem Kanton Genf.

## Leben

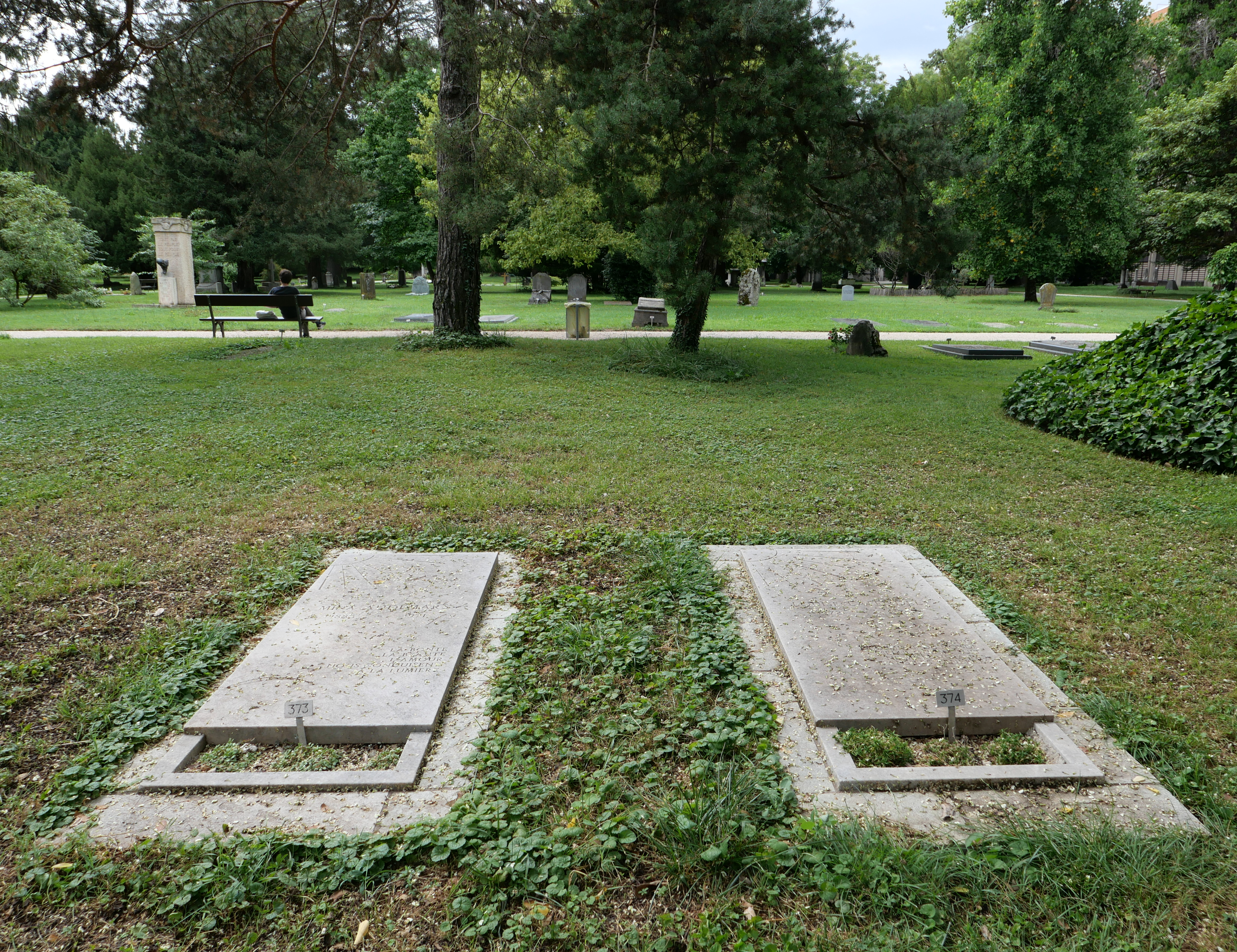
Die Gräber von Lafendel (rechts) und Audemars.

Louise Lafendel war eine Tochter von Marc Louis Lafendel und Aimée Virginie Victorine Marie. Ab 1896 arbeitete Lafendel als Lehrerin im Kindergarten von Malagnou (Les Eaux-Vives, heute Gemeinde Genf). In diesem wurden Kleinkinderzieherinnen nach den Grundsätzen Friedrich Fröbels ausgebildet. Auf Initiative von Édouard Claparède gründete sie 1913 mit Mina Audemars das Maison des petits des Rousseau-Instituts. 1915 beteiligte sie sich an der Leitung dieser Versuchsschule. Lafendel verfügte über eine umfassende pädagogische Bildung und machte sich als Pionierin der aktiven Schule einen Namen.
Sie wurde auf dem Cimetière des Rois, der als Genfer Pantheon gilt, in einem Grab neben ihrer langjährigen Kollegin und gute Freundin Mina Audemars bestattet, die nur drei Tage vor ihr verstorben war.

## Werke (Auswahl)
- mit Mina Audemars: Dessin pour les petits. Payot, Lausanne 1913.
- mit Mina Audemars: La maison des Petits de l'Institut Jean Jacques Rousseau: Fondée en Novembre 1913. Rattachée aux Ecoles officielles de Genève, Septembre 1922. Delachaux & Niestlé S.A., Neuenburg und Paris 1923.

## Archive
- Nachlass Louise Lafendel und Mina Audemars im Archiv des Instituts Jean-Jacques Rousseau in Genf.
- Biographie genevoise, Faszikel 12, 50, 54 in der Bibliothek von Genf.